# Antraigues-sur-Volane
Antraigues-sur-Volane là một xã ở tỉnh Ardèche, vùng Auvergne-Rhône-Alpes ở đông nam nước Pháp.